# De Havilland DH.104
Dimensions
Le de Havilland DH. 104 Dove est un avion monoplan conçu par la société britannique de Havilland qui fut employé comme avion de transport sur de courts trajets. C'était le successeur du biplan De Havilland DH.89 Dragon Rapide.

## Historique
Le Dove a effectué son premier vol le 25 septembre 1945.
La production du Dove et de ses variantes s'est élevé à 388 exemplaires civils, 127 exemplaires militaires et 13 exemplaires dev Sea Devon.
La production s'est arrêtée en 1964 et aujourd'hui une douzaine de Dove sont encore en état de vol.

## Variantes
- Dove 1: avion de transport léger.
- Dove 1B:
- Dove 2: Version "ive" pour les vols d'affaire.
- Dove 2B:
- Dove 4: version militaire pour le transport et les communications.
  - Devon C Mk 1: version militaire pour le transport et les communications pour la Royal Air Force.
  - Sea Devon C Mk 20: version militaire pour le transport et les communications pour la Royal Navy.
- Dove 5 moteurs plus puissants
- Dove 6, 6A Version "Executive" du Dove 5
- Dove 6BA
- Dove 7
- Dove 8, 8A, "Custom 300" – 5 places
- Devon C.2: version militaire pour le transport et les communications pour la Royal Air Force.
- Riley 400 version avec des moteurs Lycoming.

## Utilisation civile

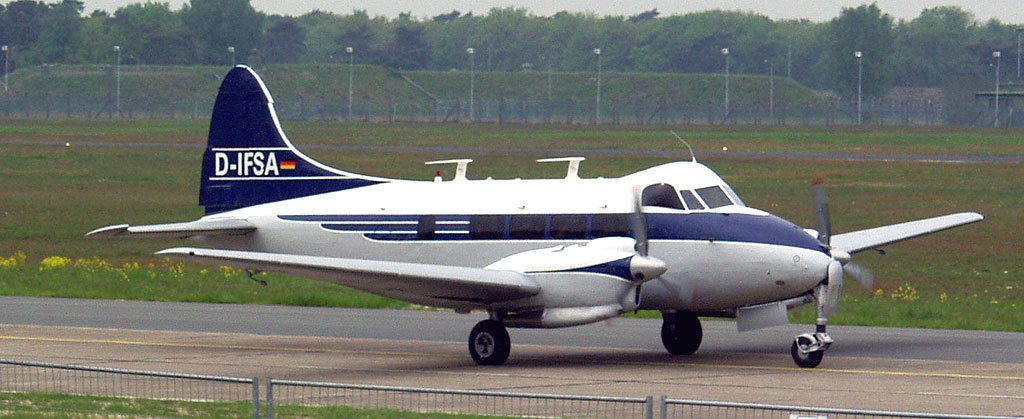
de Havilland Dove (D-IFSA)

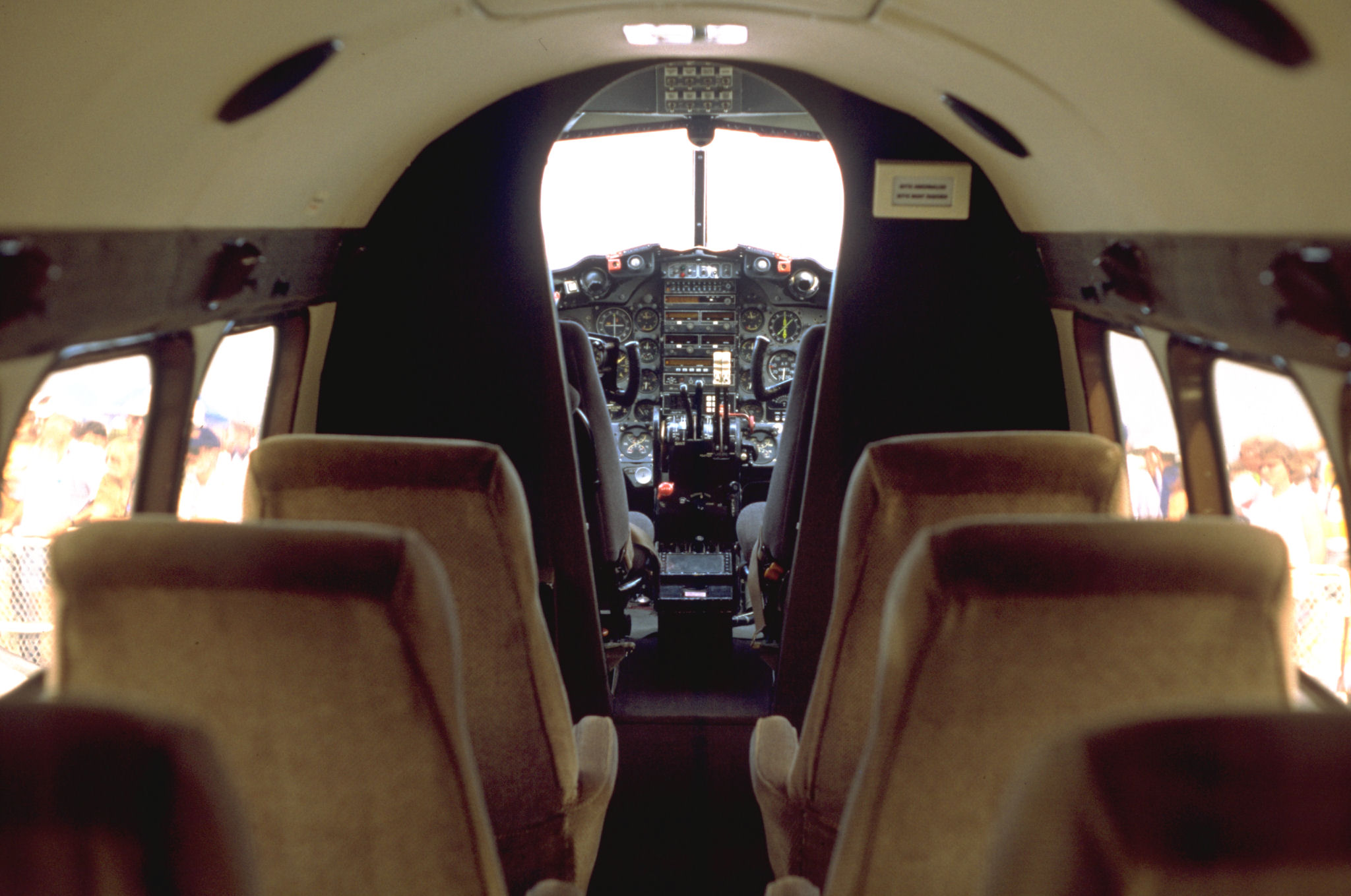
Vue de l'intérieur du Dove (D-IFSA)

- Airlines of Western Australia (en)
- Jet Airways
- BOAC
- British Midlands
- Cambrian Airways (en)
- Central African Airways (en)
- Channel Airways (en)
- Hunting-Clan Air Transport (en)
- LTU International Airways
- MacRobertson Miller Airlines
- Morton Air Services
- Olley
- Sabena
- Skyways
- South African Airways
- Sudan Airways
- Union of Burma Airways
- West African Airways (en)

## Utilisation militaire
- Afrique du Sud
- Argentine
- Brésil
- Égypte
- État indépendant du Katanga
- Éthiopie
- Inde
- Irak
- Irlande
- Jordanie
- Liban
- Malaisie
- Nouvelle-Zélande
- Pakistan
- République démocratique du Congo (Zaïre)
- Royaume-Uni
  - Royal Air Force
  - Royal Navy
- Sri Lanka
- Suède